# للا چیچینادزه
للا چیچینادزه (گرجی: ლელა ჭიჭინაძე؛ زادهٔ ۲۲ دسامبر ۱۹۸۸) بازیکن فوتبال اهل گرجستان است.
وی همچنین در تیم ملی فوتبال Georgia بازی کرده‌است.